# Lo que son las cosas, ¿no?
Lo que son las cosas, ¿no?, también conocido como El Payo vol. 2, es el segundo álbum de estudio oficial del cantautor chileno Payo Grondona, lanzado en 1971 por el sello DICAP.
Una versión de la canción «Elevar la producción...» aparecería ese mismo año abriendo el álbum Ahora es Tiemponuevo, de la agrupación coterránea del artista, Tiemponuevo.

## Lista de canciones
| Lo que son las cosas, ¿no? |                                                     |          |  |
| N.º                        | Título                                              | Duración |  |
| 1.                         | «La Nelly y el Nelson»                              | 4:29     |  |
| 2.                         | «Los amigos que no cambian»                         | 3:50     |  |
| 3.                         | «Nadie trancara el paso»                            | 3:14     |  |
| 4.                         | «Elevar la producción también revolución»           | 2:11     |  |
| 5.                         | «Entrevista a Artemio ante su eventual matrimonio.» | 6:11     |  |
| 6.                         | «Yo no sé decir adiós, amor»                        | 3:14     |  |
| 7.                         | «Los espero en Zapallar en mi impala»               | 5:54     |  |
| 8.                         | «No meteremos las manos quizás los pies»            | 3:35     |  |
| 9.                         | «The patriot»                                       | 4:13     |  |
| 10.                        | «Día sábado en la noche»                            | 4:35     |  |
| 41:26                      |                                                     |          |  |